# Al López
Alfonso Ramón López (Tampa, 20 agosto 1908 – Tampa, 30 ottobre 2005) è stato un giocatore di baseball e allenatore di baseball statunitense che ha giocato nel ruolo di ricevitore nella Major League Baseball (MLB). È stato introdotto nella National Baseball Hall of Fame nel 1977.

## Carriera
Lòpez giocò nella Major League Baseball per i Brooklyn Robins / Dodgers, i Boston Bees, i Pittsburgh Pirates e i Cleveland Indians tra il 1928 e il 1947 e fu il manager dei Cleveland Indians e dei Chicago White Sox dal 1951 al 1965 e per parti delle stagioni 1968 e 1969. A causa della sua discendenza spagnola e della sua natura da "gentleman", fu soprannominato "El Señor".
Come giocatore, López fu convocato per due All-Star Game divenendo noto per le sue abilità difensive, la sua leadership e la sua resistenza, tanto che stabilì un record della MLB per gare giocate in carriera da un ricevitore (1.918) che resistette per decenni. Come manager, la sua percentuale di vittorie del 58,4 è la quarta migliore della storia tra gli allenatori con almeno 2.000 partite allenate. I suoi Cleveland Indians del 1954 e i Chicago White Sox del 1959 furono le uniche squadre ad interrompere la striscia di pennant dell'American League dei New York Yankees dal 1949 al 1964. Nel corso di 18 stagioni complete come manager (15 nelle major league e 3 nelle minor league), le squadre di López non terminarono mai con un record negativo.

## Palmarès
- MLB All-Star: 2

1934, 1941